# Paravirtualizzazione
Il software di paravirtualizzazione agisce direttamente sull'hardware in modo da gestire la condivisione delle risorse destinate alle varie virtual machine.
Il sistema di paravirtualizzazione si differenzia da quello di virtualizzazione per il differente approccio utilizzato.
In questo caso non c'è l'emulazione del processore e l'overhead è molto basso, ma il crash del sistema di paravirtualizzazione porta in crash anche tutte le virtual machine.
La paravirtualizzazione prevede che il sistema di virtualizzazione esponga ad ogni macchina virtuale interfacce hardware simulate funzionalmente simili, ma non identiche, alle corrispondenti interfacce fisiche: il sistema di virtualizzazione espone una libreria di chiamate (Virtual Hardware API1) che implementa una semplice astrazione delle periferiche. Occorre necessariamente modificare il cuore (kernel) ed i driver dei sistemi operativi ospiti per renderli compatibili con la Virtual Hardware API del sistema di virtualizzazione utilizzato. La complicazione di dovere modificare il kernel dei sistemi ospite viene ripagata con un maggiore semplicità del sistema di virtualizzazione che permette un incremento della velocità di elaborazione.